# Misael Acosta Solís
Misael Acosta Solís, né le 16 décembre 1910 à Ambato, mort en avril 1994 à Quito, est un naturaliste équatorien.
Titulaire d'un doctorat de l'école de sciences naturelles de l'université centrale de l'Équateur, il devint en 1939 membre correspondant de la National Geographic Society (NGS) de Washington DC.
Il fut le directeur botanique d'expéditions organisées en Équateur par le département américain de l'Agriculture.
Il est le fondateur du Département des forêts de l'Équateur, qui relève du ministère de l'Agriculture, et en fut le premier directeur.
Il fut professeur de botanique et d'écologie à l'université pontificale catholique de l'Équateur.
On lui doit une encyclopédie en cinq volumes sur les ressources naturelles de l'Équateur, Los recursos naturales del Ecuador y su conservación (Les ressources naturelles de l'Équateur et leur conservation), qui reçut le prix Wallace Atwood décerné par l'institut panaméricain de géographie et d'histoire (IPGH), et pour lequel Misael Acosta Solís reçut également la médaille Humboldt décernée par le ministère de la Culture d'Allemagne de l'Ouest.
Misael Acosta Solís a reçu en 1982 le prix national du Mérite, et en 1989 le prix Eugenio Espejo, plus haute récompense équatorienne, décerné par le président de la République d'Équateur.